# Rendimiento agrícola
En agricultura, el rendimiento (también conocido como "productividad agrícola" o "producción agrícola") es una medida de la cantidad de un cultivo cultivado, o producto como lana, carne o leche producida, por unidad de superficie de tierra. La proporción de semillas es otra forma de calcular la productividad agrícola.
Las innovaciones, como el uso de fertilizantes, la creación de mejores herramientas agrícolas, nuevos métodos de cultivo y variedades mejoradas de cultivos, han mejorado los rendimientos. Cuanto mayor sea el rendimiento y el uso más intensivo de la tierra de cultivo, mayor será la productividad y rentabilidad de una finca; esto aumenta el bienestar de las familias campesinas. Los cultivos excedentes más allá de las necesidades de la agricultura de subsistencia pueden venderse o intercambiarse. Cuanto más grano o forraje pueda producir un agricultor, más animales de tiro, como caballos y bueyes, podrán mantenerse y aprovecharse para el trabajo y la producción de estiércol. El aumento de los rendimientos de los cultivos también significa que se necesitan menos manos en la granja, lo que las deja libres para la industria y el comercio. Esto, a su vez, condujo a la formación y crecimiento de ciudades, que luego se tradujo en una mayor demanda de alimentos u otros productos agrícolas.

## Medición
Las unidades por las que se suele medir el rendimiento de un cultivo en la actualidad son kilogramos por hectárea o bushels por acre.
Los rendimientos de cereales a largo plazo en el Reino Unido fueron de unos 500 kg/ha en la época medieval, pasando a 2000 kg/ha en la Revolución Industrial, y volviendo a saltar a 8000 kg/ha en la Revolución Verde. Cada avance tecnológico que aumenta el rendimiento de los cultivos también reduce la huella ecológica de la sociedad.

## Proporción de semillas
La proporción de semillas es la proporción entre la inversión en semillas y el rendimiento. Por ejemplo, si se cosechan tres granos por cada grano sembrado, la proporción de semillas resultante es 1:3, que es considerado por algunos agrónomos como el mínimo requerido para mantener la vida humana. Una de las tres semillas debe reservarse para la próxima temporada de siembra, las dos restantes deben consumirse por el productor o como alimento para el ganado. En partes de Europa, la proporción de semillas durante el siglo IX fue simplemente de 1:2.5, en los Países Bajos mejoró a 1:14 con la introducción del sistema de rotación de cultivos de tres campos alrededor del siglo XIV.